# Bente Hjelm
Bente Hjelm, född 16 juli 1965 i Sauda, Norge, är en svensk radiopratare, låtskrivare, sångerska, skådespelare och ståuppkomiker.
Hjelm inledde sin radiokarriär med ett vikariat som nyhetsreporter i Vänersborg. Hon medverkade därefter SR Väst:s radioprogram Framåt fredag, dit hon rekryterades av Peter Sundblad, och Rundradion. Hon skrev bland annat nya låttexter till kända sånger, vilket var ett stående inslag i programmen. Utöver detta har hon bland annat medverkat i TV-programmet Söndagsöppet på SVT. 2005 medverkade hon i ståuppkomedin och krogshowen Radioaktiva favoriter på Teater Frideborg i Uddevalla. 2009 gjorde hon humorprogrammet Andreas med Hjelm i P4 riks. Efter fem år i Trollhättan Stad och ett år tillbaka på SR Väst flyttade Bente till Åmål 2015 och startade där Radio 45, en lokal närradiokanal över norra Dalsland och södra Värmland.

## Diskografi
- 2004 – Drömmen om EM (Framåt fredag)
- 2004 – Radioaktiva favoriter 1 (Framåt fredag)
- 2005 – Radioaktiva favoriter 2 (Framåt fredag)
- 2006 – Radioaktiva favoriter 3 (Framåt fredag)